# Франкенштайн, Карел
Карел Франкенштайн (нем. Karel Frankenstein; 19 апреля 1897, Йичин, Цислейтания — 11 февраля 1954, Лозанна) — чехословацкий легкоатлет, выступавший в беге на средние дистанции. Участник летних Олимпийских игр 1920 года.

## Биография
Карел Франкенштайн родился 19 апреля 1897 года в австро-венгерском городе Йичин (сейчас в Чехии).
Выступал в легкоатлетических соревнованиях за пражскую «Спарту». В 1921 году выиграл чемпионат Чехословакии в беге на 800 метров и эстафете 4х400 метров.
В 1920 году вошёл в состав сборной Чехословакии на летних Олимпийских играх в Антверпене. В беге на 400 метров занял в забеге 1/8 финала 3-е место, показав результат 52,5 секунды и уступив 1 секунду попавшему в четвертьфинал со 2-го места Джону Эйнсуорту-Дэвису из Великобритании. В беге на 800 метров занял в четвертьфинале 6-е место.
Умер 11 февраля 1954 года в швейцарском городе Лозанна.

## Личные рекорды
- Бег на 400 метров — 51,2 (1920)[1]
- Бег на 800 метров — 2.00,0 (1920)[1]